# Зильберман, Натан Рафаилович
Натан Рефульевич (Рафаилович) Зильберман (род. 3 мая 1940, Одесса) — киргизский, ранее советский шахматист, международный мастер (1983). Тренер.
В составе сборной Кыргызстана участник 5 олимпиад (1992, 1994, 1996, 2002, 2004).
Победитель международного турнира в Мариборе (1990, 1—2 места с М. Н. Шером).

## Спортивные результаты
| Год  | Город  | Турнир                        | + | − | = | Результат | Место |
| ---- | ------ | ----------------------------- | - | - | - | --------- | ----- |
| 1964 | Киев   | 33-й чемпионат Украинской ССР | 6 | 5 | 8 | 10 из 19  | 6—9   |
| 1966 | Киев   | 35-й чемпионат Украинской ССР | 2 | 9 | 6 | 5 из 17   | 15—16 |
| 1972 | Одесса | 41-й чемпионат Украинской ССР | 8 | 4 | 5 | 10½ из 17 | 2—4   |
| 1979 | Фрунзе | Международный турнир          |   |   |   | из        | 6—10  |
| 1983 | Фрунзе | Международный турнир          |   |   |   | из        | 4—5   |

## Изменения рейтинга
| Графики недоступны из-за технических проблем. См. информацию на Фабрикаторе и на mediawiki.org. |